# ديكادور
ديكادور (بالإنجليزية: Decatur)‏ هي أكبر مدن مقاطعة ماكون وهي مقر المقاطعة أيضا، تقع في ولاية إلينوي بالولايات المتحدة، عدد سكانها هو 81.500 نسمة حسب تعداد السكان لعام 2000.
أسست المدينة عام 1823 في وسط إلينوي بالطول مع نهر سانجامون أو Sangamon River وبحيرة ديكادو.
أطلق عليها هذا الاسم بعد حرب 1812 على اسم البطل البحري ستيفن ديكادور.
المدينة كانت أول مكان يتواجد به الرئيس الأمريكي إبراهام لينكون هو وعائلته عام 1831، حيث استقر في غرب ديكادو.

## التركيبة السكانية
حدّد مكتب تعداد الولايات المتحدة بيانات التركيبة السكانية لديكادور في تعداد الولايات المتحدة. في ما يلي، التركيبة السكانية حسب تعدادي 2000 و2010.

### تعداد عام 2000
بلغ عدد سكان ديكادور 81,860 نسمة بحسب تعداد عام 2000، وبلغ عدد الأسر 34,086 أسرة وعدد العائلات 21,088 عائلة مقيمة في المدينة. في حين سجلت الكثافة السكانية 672.4 نسمة لكل كيلومتر مربع (1,741.5/ميل2). وبلغ عدد الوحدات السكنية 37,239 وحدة بمتوسط كثافة قدره 305.9 لكل كيلومتر مربع (792.3/ميل2).
وتوزع التركيب العرقي للمدينة بنسبة 77.59% من البيض و19.47% من الأمريكيين الأفارقة و0.17% من الأمريكيين الأصليين و0.66% من الأمريكيين ذوي الأصول الآسيوية و0.02% من سكان جزر المحيط الهادئ و0.43% من الأعراق الأخرى و1.65% من عرقين مختلطين أو أكثر و1.19% من الهسبانيون أو اللاتينيون من أي عرق.
بلغ عدد الأسر 34,086 أسرة كانت نسبة 30.5% منها لديها أطفال تحت سن الثامنة عشر تعيش معهم، وبلغت نسبة الأزواج القاطنين مع بعضهم البعض 44.1% من أصل المجموع الكلي للأسر، ونسبة 14.1% من الأسر كان لديها معيلات من الإناث دون وجود شريك، بينما كانت نسبة 3.7% من الأسر لديها معيلون من الذكور دون وجود شريكة وكانت نسبة 38.1% من غير العائلات. تألفت نسبة 32.7% من أصل جميع الأسر من عدة أفراد يعيشون في نفس المنزل ونسبة 13% كانت تتألف من شخص يعيش بمفرده يبلغ من العمر 65 عاماً أو أكثر. وبلغ متوسط حجم الأسرة المعيشية 2.30، أما متوسط حجم العائلات فبلغ 2.90.
بلغ العمر الوسطي للسكان 37.2 عاماً. وكانت نسبة 23.9% من القاطنين تحت سن الثامنة عشر، وكانت نسبة 9% بين الثامنة عشر والرابعة والعشرين عاماً، ونسبة 25.3% كانت واقعةً في الفئة العمرية ما بين الخامسة والعشرين والرابعة والأربعين عاماً، ونسبة 22.3% كانت ما بين الخامسة والأربعين والرابعة والستين، ونسبة 15.3% كانت ضمن فئة الخامسة والستين عاماً فما فوق. يوجد لكل 100 أنثى 89.0 ذكر، ويوجد لكل 100 أنثى في الثامنة عشر من عمرها فما فوق 85.2 ذكر.
بلغ متوسط دخل الأسرة في المدينة 41,186 دولارًا، أما متوسط دخل العائلة فبلغ 52,171 دولارًا. وكان متوسط دخل الذكور 43,289 دولارًا مقابل 24,401 دولارًا للإناث. وسجل دخل الفرد الخاص بالمدينة 22,380 دولارًا. وكانت نسبة 5.4% من العائلات ونسبة 7.1% من السكان تحت خط الفقر، وكان من هؤلاء نسبة 9.8% تحت سن الثامنة عشر ونسبة 5.8% في الخامسة والستين من العمر وما فوق.

### تعداد عام 2010
بلغ عدد سكان ديكادور 76,122 نسمة بحسب تعداد عام 2010، وبلغ عدد الأسر 32,344 أسرة وعدد العائلات 18,991 عائلة مقيمة في المدينة. في حين سجلت الكثافة السكانية 625.3 نسمة لكل كيلومتر مربع (1,619.5/ميل2). وبلغ عدد الوحدات السكنية 36,134 وحدة بمتوسط كثافة قدره 296.8 لكل كيلومتر مربع (768.7/ميل2).
وتوزع التركيب العرقي للمدينة بنسبة 71.61% من البيض و23.26% من الأمريكيين الأفارقة و0.23% من الأمريكيين الأصليين و0.92% من الأمريكيين ذوي الأصول الآسيوية و0.03% من سكان جزر المحيط الهادئ و0.87% من الأعراق الأخرى و3.09% من عرقين مختلطين أو أكثر و2.17% من الهسبانيون أو اللاتينيون من أي عرق.
بلغ عدد الأسر 32,344 أسرة كانت نسبة 27.4% منها لديها أطفال تحت سن الثامنة عشر تعيش معهم، وبلغت نسبة الأزواج القاطنين مع بعضهم البعض 37.4% من أصل المجموع الكلي للأسر، ونسبة 16.9% من الأسر كان لديها معيلات من الإناث دون وجود شريك، بينما كانت نسبة 4.4% من الأسر لديها معيلون من الذكور دون وجود شريكة وكانت نسبة 41.3% من غير العائلات. تألفت نسبة 35.2% من أصل جميع الأسر من عدة أفراد يعيشون في نفس المنزل ونسبة 13.2% كانت تتألف من شخص يعيش بمفرده يبلغ من العمر 65 عاماً أو أكثر. وبلغ متوسط حجم الأسرة المعيشية 2.23، أما متوسط حجم العائلات فبلغ 2.86.
بلغ العمر الوسطي للسكان 39.1 عاماً. وكانت نسبة 22.1% من القاطنين تحت سن الثامنة عشر، وكانت نسبة 10.8% بين الثامنة عشر والرابعة والعشرين عاماً، ونسبة 23.4% كانت واقعةً في الفئة العمرية ما بين الخامسة والعشرين والرابعة والأربعين عاماً، ونسبة 26.8% كانت ما بين الخامسة والأربعين والرابعة والستين، ونسبة 16.9% كانت ضمن فئة الخامسة والستين عاماً فما فوق. وتوزع التركيب الجنسي للسكان بنسبة 46.8% ذكور و53.2% إناث.

## توأمة
لديكادور اتفاقيات توأمة مع كل من:
- توكوروزاوا
- Seevetal [الإنجليزية]‏

## أعلام
- باول سميث
- نان مارتن
- تشاد غراي
- أوين سكوت
- دان بورتر
- إيفان فوكوا
- إسحاق س. بف
- ستيفن أمبروز
- ويليام بارنز
- أليسون كروس